# Acrochordonichthys ischnosoma
Acrochordonichthys ischnosoma — вид риб з роду Acrochordonichthys родини Akysidae ряду сомоподібні.

## Опис
Загальна довжина сягає 10,1 см. Голова трохи сплощена зверху і дещо звужена з загостреним рилом. Очі невеличкі. Є 4 пари вусів. Має 5 зябрових променів. Тулуб подовжений. Скелет складається з 30 хребців. У спинному плавці є 1 колючий і 5 м'яких променів, в анальному — 10 м'яких променів. Жировий плавець маленький з кутовими кінчиками, з'єднаний низьким гребенем зі спинним плавцем. Грудні плавці витягнуті. Черевні плавці трохи менше за останні. Статевий сосочок у самців є гострокінечний, довгий, тонкий. Хвостовий плавець широкий, подовжений, з маленькою виїмкою.
Тулуб пісочного кольору з коричневими цятками й темними горизонтальними тонкими смугами

## Спосіб життя
Біологія вивчена недостатньо. Є демерсальною рибою. Воліє до прісних вод. Зустрічається у помірній течії з піщано-кам'янистим дном. Вдень ховається біля дна. Активна вночі. Живиться донними безхребетними.

## Розповсюдження
Мешкає в басейні річки Читарум на острові Ява та о. Мусі на південній Суматрі (Індонезія).